# Kane Douglas
Kane Douglas (nacido en Maclean, Nueva Gales del Sur el 1 de junio de 1989) es un jugador de rugby australiano, que juega de segunda línea para la selección de rugby de Australia y, actualmente (2015) para los Queensland Reds en el Super Rugby.
Su debut con los Wallabies se produjo en un partido contra la selección de rugby de Argentina, celebrado en Gold Coast el 5 de septiembre de 2012. Formó parte de la selección australiana que quedó subcampeona de la Copa Mundial de Rugby de 2015. 